# Friederich von Kleudgen
Friederich von Kleudgen (Würzburg, 23 febbraio 1856 – Bordighera, 22 giugno 1924) è stato un pittore tedesco.

## Biografia
Il barone Friederich von Kleudgen, talvolta conosciuto con il suo soprannome Fritz, nasce in Germania e studierà la pittura a Weimar. Successivamente si trasferisce all'Accademia Artistica di Dresda dove conoscerà, l'ormai malato, Adrian Ludwig Richter. Come molti artisti del suo tempo, visiterà l'Italia, con dei lunghi soggiorni a Napoli e Venezia.

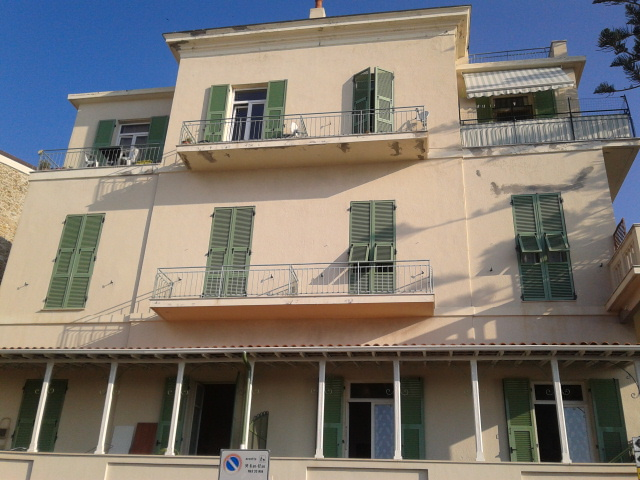
Facciata di Villa Banana

Nel 1873 arriva a Bordighera con la moglie e alloggia alla Pensione Calvauna, poi divenuta Caffè Cadama, fino al 1884. In città troverà già una piccola comunità tedesca e affascinato dal clima e dalla luce, deciderà di stabilirsi nella cittadina ligure. Nel 1885 fece costruire la sua abitazione appena fuori le mura di Bordighera vecchia, vicino alla Porta della Maddalena e al vecchio cimitero. La casa, che lui chiamò “Villa Banana”, e che si trova al 4 dei via dei Colli, esiste ancora oggi ma purtroppo è stata trasformata in un condominio e si trova in cattive condizioni.
Nel 1891 sposò in seconde nozze Elisabetta Pudmensky da cui ebbe tre figli: Frieda, Guglielmo (alpinista morto nel 1929) e Luise morta nel 1898. L'unica figlia sopravvissuta fu la Baronessa Frieda von Kleudgen, che sposò Alessio Peano (zio di Lalla Romano), e che nel 1971 scrisse un libro dedicato alla vita del padre, intitolato appunto “Mio padre”. La figlia ricorda che sulla terrazza di casa, nelle serate estive, von Kleudgen spesso suonava la cetra con gli amici bordigotti fra cui il pittore e sindaco Giuseppe Ferdinando Piana. Il padre amava la vita semplice del villaggio e spesso intavolava conversazioni con i pescatori che rientravano dalla baia dell'Arziglia.
Ciò che lo affascinava era il mare, che dipinse in numerosi quadri. Le sue tele lo ritraggono ora placido, ora in tempesta, trasmettendo tutta la forza della natura. I suoi quadri più famosi sono il “Nido di pesci” e il “Serpente marino” che si può ammirare presso il museo e biblioteca Clarence Bicknell. Alcuni suoi quadri sono esposti presso il municipio di Bordighera ma la maggioranza si trova in collezioni private. Un altro soggetto che amò dipingere erano i sentieri di Bordighera.
Con numerosi bordigotti di diversi stati sociali aveva stretto anche dei legami di amicizia e li rappresentava nei suoi quadri. Naturalmente era diventato amico anche con gli altri pittori e artisti che risiedevono a Bordighera come Pompeo Mariani, Giuseppe Ferdinando Piana, Hermann Nestel, Charles Garnier e naturalmente Ludwig Winter.
Nel 1884 Claude Monet lo ritrasse mentre dipingeva da una finestra di Villa Garnier. Kleudgen riprodusse anche in una serie di acquarelli i bordigotti che tanto amava, ed alcune di queste opere divennero molto popolari perché furono riprese nelle cartoline dell'epoca.
Morì a Bordighera il 22 giugno 1924, all'età di 68 anni.